# Drie vergiften

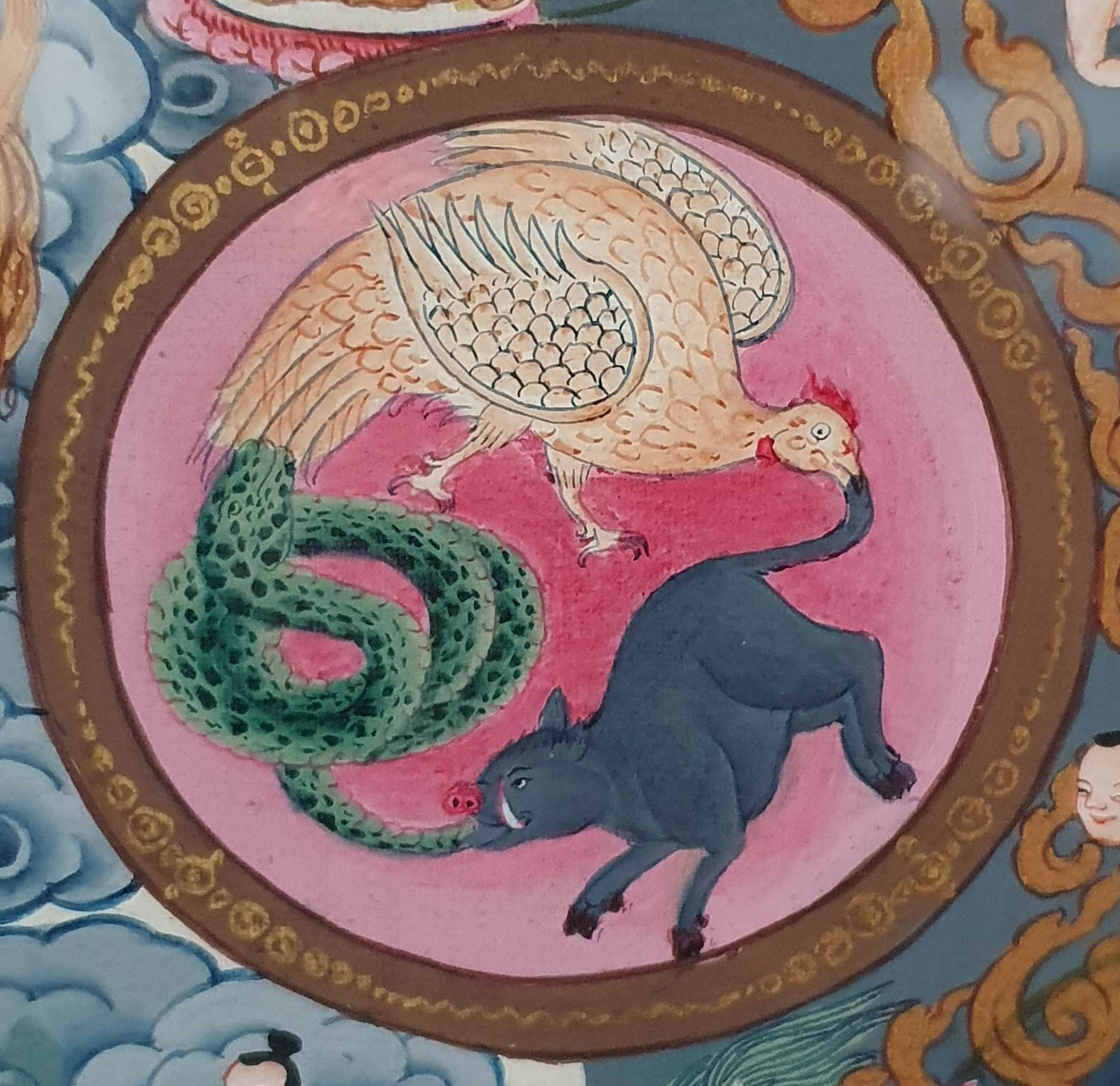
De drie vergiften worden in het midden van het levenswiel voorgesteld als een varken, een vogel en een slang.

De drie vergiften (Jap. sandoku) wordt binnen het boeddhisme gedefinieerd als de drie bronnen die verantwoordelijk zijn voor al het lijden. Deze zijn:
- begeerte (verlangen, verslaafdheid, inhaligheid, gierigheid, gehechtheid)
- aversie (haat, boosaardigheid, afkeer)
- onwetendheid (waan, dwaling, dwaasheid, verblinding)

De drie vergiften hebben in de boeddhistische literatuur soms andere benamingen zoals:
- drie bronnen van lijden
- drie vergiften van de geest